# 岩井賢太郎
岩井 賢太郎（いわい けんたろう、1941年〈昭和16年〉11月6日 - ）は、日本の政治家。群馬県富岡市長（通算2期）、群馬県議会議員（6期）。

## 来歴
群馬県北甘楽郡吉田村（現・富岡市）に生まれる。1961年（昭和36年）、群馬県立富岡高等学校卒業。岩井建設に入社し、常務取締役を勤める。
1983年（昭和58年）、群馬県議会議員選挙に富岡市選挙区から無所属で出馬し初当選。同年5月9日に自民党に入党した。以後6期連続当選。1987年（昭和62年）、群馬県監査委員に就任。1995年（平成7年）、自民党群馬県支部連合会政調会長に就任。1996年（平成8年）6月3日、群馬県議会副議長に就任。1997年（平成9年）6月3日に副議長を退任した。1998年（平成10年）、自民党群馬県支部連合会幹事長に就任。2002年（平成14年）5月31日、群馬県議会議長に就任。2003年（平成15年）5月20日に議長を退任した。

### 2006年富岡市長選挙
2006年（平成18年）、（新）富岡市長選挙に出馬し、（旧）富岡市長の今井清二郎を533票差で破って初当選した。
※当日有権者数：43,075人 最終投票率：74.45%（前回比：-pts）
| 候補者名     | 年齢 | 所属党派 | 新旧別 | 得票数   | 得票率 | 推薦・支持 |
| ------------ | ---- | -------- | ------ | -------- | ------ | ---------- |
| 岩井賢太郎   | 64   | 無所属   | 新     | 10,932票 | 34.4%  | -          |
| 今井清二郎   | 65   | 無所属   | 新     | 10,399票 | 32.7%  | -          |
| 下山真       | 56   | 無所属   | 新     | 6,883票  | 21.7%  | -          |
| ロペス美千代 | 48   | 無所属   | 新     | 3,552票  | 11.2%  | -          |

4月23日に就任した。

### 2010年富岡市長選挙
2010年（平成22年）の市長選挙にも再選を目指して出馬したが、岡野光利に敗れ落選。
※当日有権者数：42,623人 最終投票率：68.52%（前回比：5.93pts）
| 候補者名   | 年齢 | 所属党派 | 新旧別 | 得票数   | 得票率 | 推薦・支持 |
| ---------- | ---- | -------- | ------ | -------- | ------ | ---------- |
| 岡野光利   | -    | 無所属   | 新     | 16,027票 | 55.6%  | -          |
| 岩井賢太郎 | -    | 無所属   | 現     | 12,774票 | 44.4%  | -          |

4月22日に退任した。

### 2014年富岡市長選挙
2014年（平成26年）の市長選挙で公明党の支持を受け、学校法人理事長の榎本義法と前市議会議員の2人の新人を破って、返り咲き当選を果たした。
※当日有権者数：-人 最終投票率：61.59%（前回比：6.93pts）
| 候補者名     | 年齢 | 所属党派 | 新旧別 | 得票数  | 得票率 | 推薦・支持 |
| ------------ | ---- | -------- | ------ | ------- | ------ | ---------- |
| 岩井賢太郎   | 72   | 無所属   | 元     | 9,403票 | 37.5%  | 公明支持   |
| 榎本義法     | 45   | 無所属   | 新     | 7,984票 | 31.9%  | -          |
| 勅使河原喜夫 | 57   | 無所属   | 新     | 7,688票 | 30.7%  | -          |

### 2018年富岡市長選挙
2018年（平成30年）の市長選挙で前回破った榎本義法に敗れ落選。
※当日有権者数：-人 最終投票率：58.4%（前回比：3.19pts）
| 候補者名   | 年齢 | 所属党派 | 新旧別 | 得票数   | 得票率 | 推薦・支持 |
| ---------- | ---- | -------- | ------ | -------- | ------ | ---------- |
| 榎本義法   | 49   | 無所属   | 新     | 13,004票 | 55.1%  | -          |
| 岩井賢太郎 | 76   | 無所属   | 現     | 10,615票 | 44.9%  | -          |

4月22日に市長を退任した。

## これまで務めた役職
- 社団法人群馬県公共嘱託登記土地家屋調査士協会名誉顧問
- 群馬県治山林道協会長
- 社団法人群馬県緑化推進委員会副理事長
- 群馬県体育協会副会長
- 群馬県治水砂防協会副会長
- 群馬県ボウリング連盟会長[3][1]
- 富岡市文化協会長[1]
- 群馬県議会議会運営委員会委員長
- 群馬県議会厚生常任委員会委員長
- 群馬県議会土木常任委員会委員長
- 群馬県議会文教治安常任委員会委員長
- かぶらフィルハーモニー管弦楽団会長
- 株式会社富岡スポーツプラザ取締役社長
- 医療法人緑陽会理事
- ハートケアライフ佐久株式会社取締役
- 医療法人緑陽会会長理事